# Martha Chávez Padrón
Martha Chávez Padrón (Tampico, Tamaulipas, 31 de julio de 1925-Ciudad de México, 2 de agosto de 2017) fue una política y jurista mexicana, miembro del Partido Revolucionario Institucional (PRI). Fue senadora, diputada federal y ministra de la Suprema Corte de Justicia de la Nación.

## Biografía
Nació en la ciudad de Tampico, Tamaulipas, donde realizó sus estudios de primaria, para la secundaria y preparatoria se trasladó a la Ciudad de México. Ingresó a la Escuela Nacional de Jurisprudencia de la Universidad Nacional Autónoma de México (UNAM), de donde egresó como licenciada en Derecho y se tituló el 30 de octubre de 1948 con la tesis «Trayectoria y
destino del problema agrario», centrando desde entonces su trayectoria académica y profesional en la derecho agrario. Fue la primera mujer tamaulipeca en titularse como licenciada en Derecho.
En 1954 se convirtió en la primera mujer en recibir el título de doctora en Derecho por la misma institución, siendo su tesis de doctorado titulada «Conceptos fundamentales del derecho aplicados al derecho agrario».
A partir de 1964 ingresó a laborar en el entonces Departamento de Asuntos Agrarios y Colonización, dependencia pública encargada de la aplicación del reforma agraria. De 1964 a 1967 fue directora general de Derechos Agrarios y del Registro Agrario Nacional, siendo titular del departamento Norberto Aguirre Palancares en el gobierno de Gustavo Díaz Ordaz; y de 1970 a 1974 secretaria general de Nuevos Centros de Población Ejidal, siendo titular Augusto Gómez Villanueva bajo la presidencia de Luis Echeverría Álvarez. En 1974 el departamento de Asuntos Agrarios fue transformado en la Secretaría de la Reforma Agraria y Martha Chávez Padrón pasa a ejercer el cargo de subsecretaria de Nuevos Centros de Población Ejidal.
Renuncia a este cargo en 1976 para ser candidata del PRI a senadora de la República por su estado, siendo elegida para ejercerlo de 1976 a 1982 en las Legislaturas L y LI; y al término, es elegida diputada federal por el distrito 9 de Tamaulipas a la LII Legislatura de 1982 a 1985.
En 1985 es propuesta por el entonces presidente Miguel de la Madrid Hurtado como ministra supernumeraria de la Suprema Corte de Justicia de la Nación, para lo que recibe licencia como diputada federal el 9 de abril de dicho año. Fue confirmada por el Senado y tomó posesió el 18 de abril de 1985, quedando adscrita a la Sala Auxiliar. Permaneció en el cargo hasta su jubilación con fecha del 31 de diciembre de 1994 cuando la reforma constitucional de aquel año modifica la integración de la Suprema Corte y genera la jubilación de todos sus integrantes previos.
En 2011 recibió la presea Emilio Portes Gil del poder judicial de Tamaulipas y en 2012 el premio al Mérito Ciudadano Fray Andrés de Olmos del Ayuntamiento de Tampico. Falleció el día 2 de agosto de 2017 en la Ciudad de México.